# Gladstone, Michigan
Gladstone är en ort i Delta County, Michigan, USA.